# Fabien Causeur
Fabien Causeur (* 16. Juni 1987 in Brest, Frankreich) ist ein französischer Basketballspieler, der 1,96 m groß ist.

## Karriere

### Verein
Seine Profikarriere begann Causeur beim französischen Verein STB Le Havre, seinen Einstand in der ersten Liga des Landes, der LNB Pro A, gab er im Spieljahr 2005/06.
Zur Saison 2009/10 wechselte Causeur innerhalb der Liga zu Cholet Basket, mit dem er in dieser Saison französischer Meister wurde. In der darauffolgenden Saison (2010/11) spielte er mit Cholet erstmals in der EuroLeague. Causeur wurde in der Saison 2011/12 mit durchschnittlich 16,2 Punkten, 3,3 Rebounds und 3,7 Assists pro Spiel als bester Akteur der Hauptrunde der französischen LNB Pro A ausgezeichnet.
Zur Saison 2012/13 wechselte Causeur in die spanische Liga zu Laboral Kutxa Vitoria. Für Vitoria absolvierte Causeur insgesamt 89 Spiele in der EuroLeague. Zu seinen Mannschaftskameraden zählte dort neben anderen der Deutsche Tibor Pleiß. Causeur erreichte in Vitoria seinen besten Punkteschnitt im Laufe der Saison 2014/15, als er in 34 Hauptrundenpartien der Liga ACB im Schnitt 9,7 Zähler erreichte.
Causeur wechselte zur Saison 2016/17 in die deutsche Basketball-Bundesliga zu Brose Bamberg, wo er einen Zweijahresvertrag erhielt. Andrea Trinchieri sagt von ihm, er verfüge über große Spielintelligenz. Der Franzose bestritt 35 Bundesligaspiele für die Franken und verbuchte dabei im Durchschnitt 11,9 Punkte, zudem bereitete er pro Partie statistisch 2,9 Korberfolge seiner Nebenmänner vor. In seinem Jahr in Bamberg gewann er mit der Mannschaft den deutschen Meistertitel sowie den Pokalwettbewerb. Der Franzose wurde als bester Spieler der Bundesliga-Finalserie ausgezeichnet.
Nach nur einer Saison wechselt Causeur zurück in die spanische Basketballliga zum Rekordmeister Real Madrid. 2018 gelang ihm mit der Mannschaft der Gewinn des Meistertitels in der EuroLeague, Causeur war beim Endspielsieg über Fenerbahçe Istanbul mit 17 Punkten der beste Real-Korbschütze. In der Sommerpause 2019 wurde sein Vertrag in Madrid um drei weitere Jahre verlängert. Neben weiteren Erfolgen im spanischen Pokalwettbewerb sowie im Supercup wurde er 2018, 2019 und 2022 mit Real spanischer Meister. Beim Erfolg 2022 war er insbesondere in den letzten Saisonwochen eine Stütze der Mannschaft. Beim EuroLeague-Sieg 2023 trug der Franzose im Endspiel 11 Punkte zum Erfolg bei. In der Saison 2023/24 wurde er mit Real spanischer Meister, Pokalsieger und Supercupsieger.
Zur Saison 2024/25 wechselte Causeur nach Italien zu EA7 Emporio Armani Milano. Nach einem Jahr wurde der Vertrag nicht verlängert und seitdem ist er Free Agent.

### Nationalmannschaft
Mit der französischen Junioren-Nationalmannschaft nahm Causeur 2007 an der U20-Europameisterschaft teil. Dort konnte er in acht Spielen durchschnittlich 6,4 Punkte und 1,1 Assists pro Spiel erzielen.
Causeur wurde zur Basketball-Weltmeisterschaft 2010 erstmals in den Kader der französischen Nationalmannschaft der Herren berufen. Während der Weltmeisterschaft kam Causeur nur zu drei Kurzeinsätzen. Mit der Nationalmannschaft nahm Causeur 2012 an den Olympischen Spielen in London teil. Dort wurde er ebenfalls nur in drei Spielen eingesetzt.
In den Folgejahren wurde Causeur immer wieder in den vorläufigen Kader der Nationalmannschaft berufen, stand aber nicht in der Endauswahl für ein Turnier oder musste aufgrund von Verletzungen absagen.

## Erfolge und Auszeichnungen
- 2 Mal in Folge französischer U-21 Meister (Champion de France Espoirs)[21] Saison 2006/2007 und 2007/2008 mit STB Le Havre
- Französischer Meister: 2010 (mit Cholet Basket)
- Most Valuable Player der LNB Pro A: Saison 2011/12
- Most Valuable Player des 12. Spieltages der EuroLeague 2016/17[22]
- Deutscher Pokalsieger: 2017 (mit Brose Bamberg)
- Most Valuable Player der Bundesliga-Finalserie: 2017
- Deutscher Meister: 2017 (mit Brose Bamberg)
- Gewinner der Trophée Alain Gilles als Spieler des Jahres der französischen Nationalmannschaft: 2018[23]
- EuroLeague-Sieger: 2018, 2023 (mit Real Madrid)
- Spanischer Supercup-Sieger: 2018/19, 2019/20, 2020/21, 2021/22, 2022/23, 2023/24 (mit Real Madrid)
- Spanischer Pokalsieger: 2020, 2024 (mit Real Madrid)
- Spanischer Meister: 2018, 2019, 2022, 2024 (mit Real Madrid)